# Lufthansa Magazin
Lufthansa Magazin est un magazine inflight édité par la compagnie aérienne allemande Lufthansa pour être distribué gratuitement à bord de ses avions pendant ses vols passagers. Rédigé en allemand et anglais, ce mensuel compte 1,4 million de lecteurs.